# Русько-мадярський словарь
«Ру́сько-мадя́рський слова́рь» (угор. «Rutén-magyar szótár») — виданий Василем Чопеєм 1883 року в Будапешті перший русько-угорський словник на Закарпатті, чий реєстр нараховує близько 20 тисяч слів, відображаючи лексичний склад українських говорів.

## Сутність
Починається цей словник цікавою й важливою передмовою, у якій автор популяризує думки різних науковців про українську мову: «Во своїх працях бізовно і без сумніву доказали, же руський язик має на то право, обы го за самостайного держали»; «А ті, што на тім стоять ожь руський язик лишень нарічіє російського, ті не суть філологи, ай славянофіли (панславісти), не учений присуд, ай політична партія».
За твердженням В. Чопея, закарпатські русини говорять гірським піднаріччям червоноруського наріччя української мови.
Про мету і характер словника автор пише, що він спочатку «держав єм ся трьох пунктів»:
1. «Змагав єм ся кілько лем мож, много руських слів зібрати»;
2. «Брати слова із церковного язика, котрі щоденноє уживаня мають»;
3. «Зібрати і дакілько російських слів».

### Критика
|                | [У словнику] є слова цілком книжні, взяті видимо з того «мудрено-зложеного язика», про який каже автор у передмові; багато слів мадярських, що вживаються серед мадярських Українців. |
| — Б. Грінченко | |

Серед явних мадяризмів укладач «Словаря української мови» зазначив такі: асталош, багарія, бадогош, байускеня, бараччач, баршон, бачі, баюси, безег, бечеліш тощо. У той самий час у «Русько-мадярськоиу словарі» є такі слова, що їх немає в Грінченковім словнику, як-от (із переліку слів на «П»): пажить, пайташитися, пайташка, пайташ, пакель, пакля, паланок, паливка, Палестина, палило, палитель, палочка, палош, пальенка, пальцеобразний, палінчатий тощо.
Прикре враження робить хіба що закінчення передмови, де писано, що «Руський нарід любить свою віру, но любить і Мадярську країну і мадярів, і дуже ся радує тому, кедь і його сини знають по-мадярськи. Бодай би сеся книга з успівом помагала досягнути русинам сесю через них так жадану ціль!»

## Онлайн-версії
- Pdf версія в мережі: archive.org (pdf), mediafire (pdf).